# 아기기린 자라파
아기기린 자라파(Zarafa)는 2012년 개봉한 프랑스의 애니메이션 영화이다.